# Soko
Soko (stilizzato come SoKo), pseudonimo di Stéphanie Alexandra Mina Sokolinski (Bordeaux, 26 ottobre 1985), è una cantautrice, polistrumentista, attrice e danzatrice francese.

## Biografia
Nata a Bordeaux, nel dipartimento della Gironda (nell'Occitania francese), da padre russo di origini in parte polacche e da madre francese di origini italiane, ha recitato in alcuni film francesi, per il cinema e per la televisione, tra cui Mes Copines per la regia di Sylvie Ayme e Augustine di Alice Winocour (in proiezione speciale alla Settimana Internazionale della Critica, nell'ambito del Festival di Cannes 2012).
Nel novembre del 2006 ha messo su MySpace una sua canzone, registrata con il cellulare in camera da letto, intitolata I'll kill her.
Il video ha ottenuto oltre tre milioni di contatti.
Pubblicata in seguito da Believe Digital e disponibile su iTunes e su altri portali europei di musica, ha venduto oltre ottantamila copie e ha scalato le classifiche digitali in Danimarca, Belgio e Francia, vendendo in tutta Europa nonché in Australia, Giappone, Stati Uniti e Canada, oltre ad essere stata utilizzata da Stella McCartney come tema musicale per la sfilata parigina dell'ottobre del 2007.

### Vita privata
La cantante, che si è dichiarata dapprima bisessuale e più recentemente pansessuale, è stata per diversi mesi legata sentimentalmente all'attrice Kristen Stewart. È vegana ed aderisce allo stile di vita straight edge
Attraverso un post pubblicato su Facebook, il 30 luglio del 2018, dichiara pubblicamente d'essere incinta di 25 settimane. Nel mese di novembre dello stesso anno ha dato alla luce Indigo Blue, così chiamato in onore di una canzone dei The Clean. L'identità del padre del bambino è stata mantenuta privata.

## Discografia

### Album in Studio
- 2012 - I Thought I Was an Alien
- 2015 - My Dreams Dictate My Reality
- 2020 - Feel Feelings

### Singoli
- 2014 - Love Letter
- 2017 - Sweet Sound of Ignorance
- 2018 - Diabolo Menthe
- 2020 - Being Sad Is Not a Crime
- 2020 - Are You a Magician?
- 2020 - Blasphémie
- 2020 - Oh, To Be a Rainbow
- 2020 - Looking For Love
- 2021 - See You In The Dark (From “Little Fish” Soundtrack)
- 2021 - Oh My Love

### EP
- 2007 - Not Sokute

## Filmografia
- À l'origine, regia di Xavier Giannoli (2009)
- Augustine, regia di Alice Winocour (2012)
- Lei (Her), regia di Spike Jonze (2013)
- Io danzerò (La Danseuse), regia di Stéphanie Di Giusto (2016)
- Voir du pays, regia di Delphine e Muriel Coulin (2016)
- Little Fish, regia di Chad Hartigan (2020)